# Lata 50. XX wieku
Lata 50. XX wieku
Stulecia : XIX wiek ~ XX wiek ~ XXI wiek
Dziesięciolecia: 1900–1909 « 1910–1919 « 1920–1929 « 1930–1939 « 1940–1949 « 1950–1959 » 1960–1969 » 1970–1979 » 1980–1989 » 1990–1999 » 2000–2009
Lata: 1950 • 1951 • 1952 • 1953 • 1954 • 1955 • 1956 • 1957 • 1958 • 1959

## Wydarzenia
- Wojna koreańska

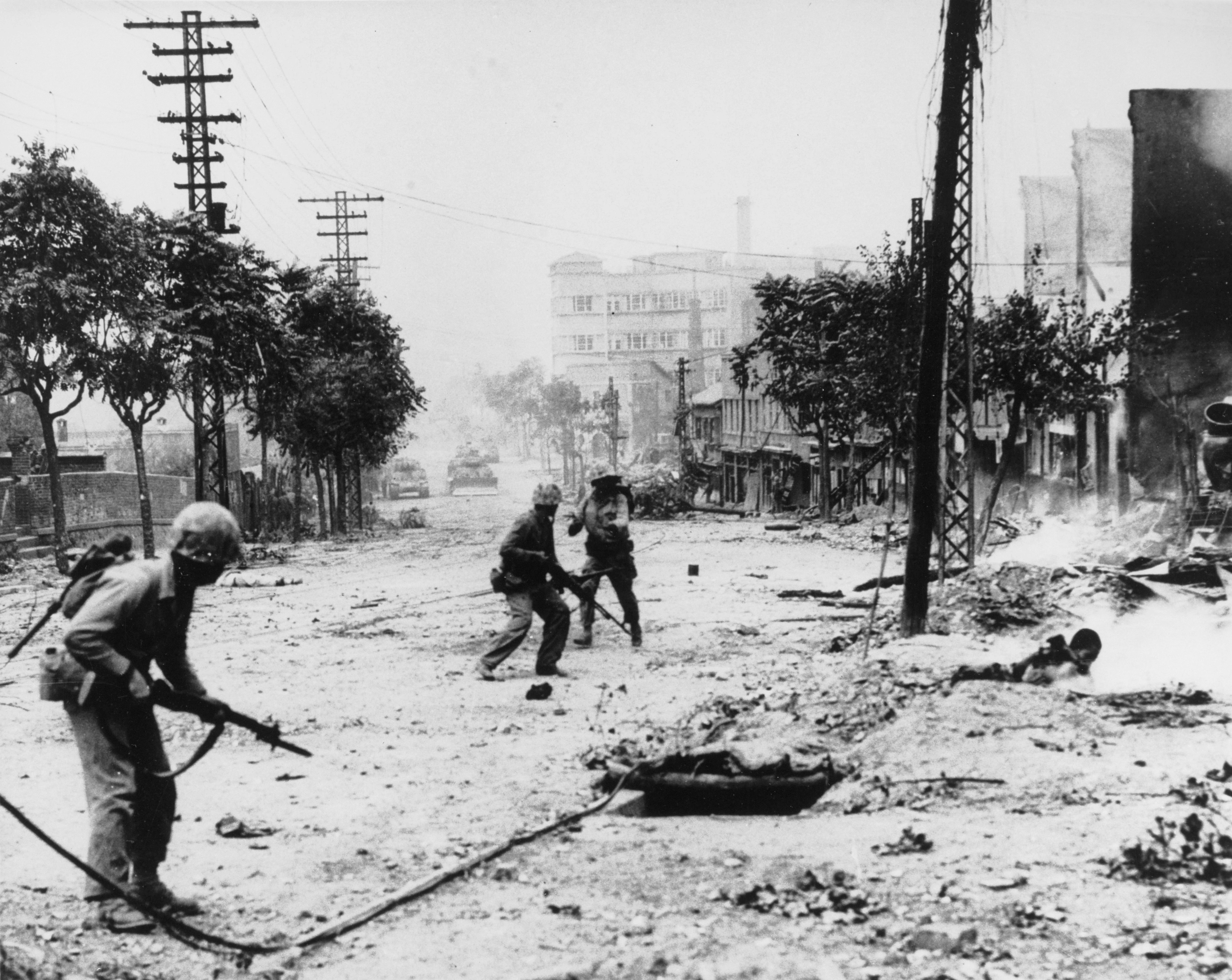
Wojna koreańska

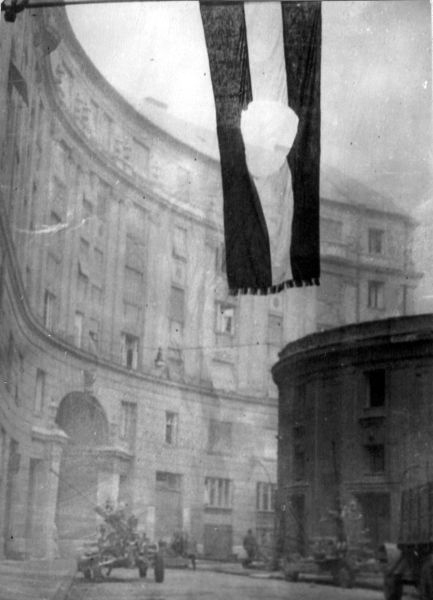
Powstanie węgierskie

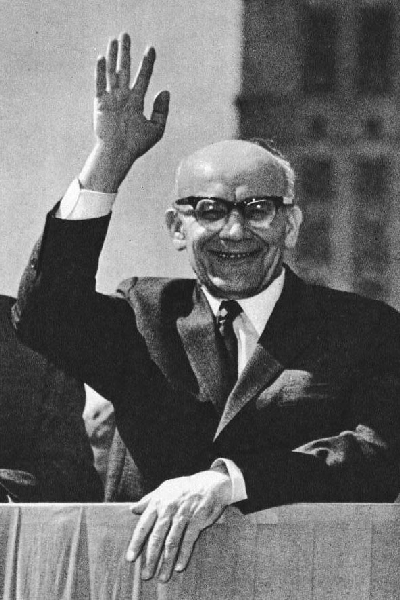
Władysław Gomułka

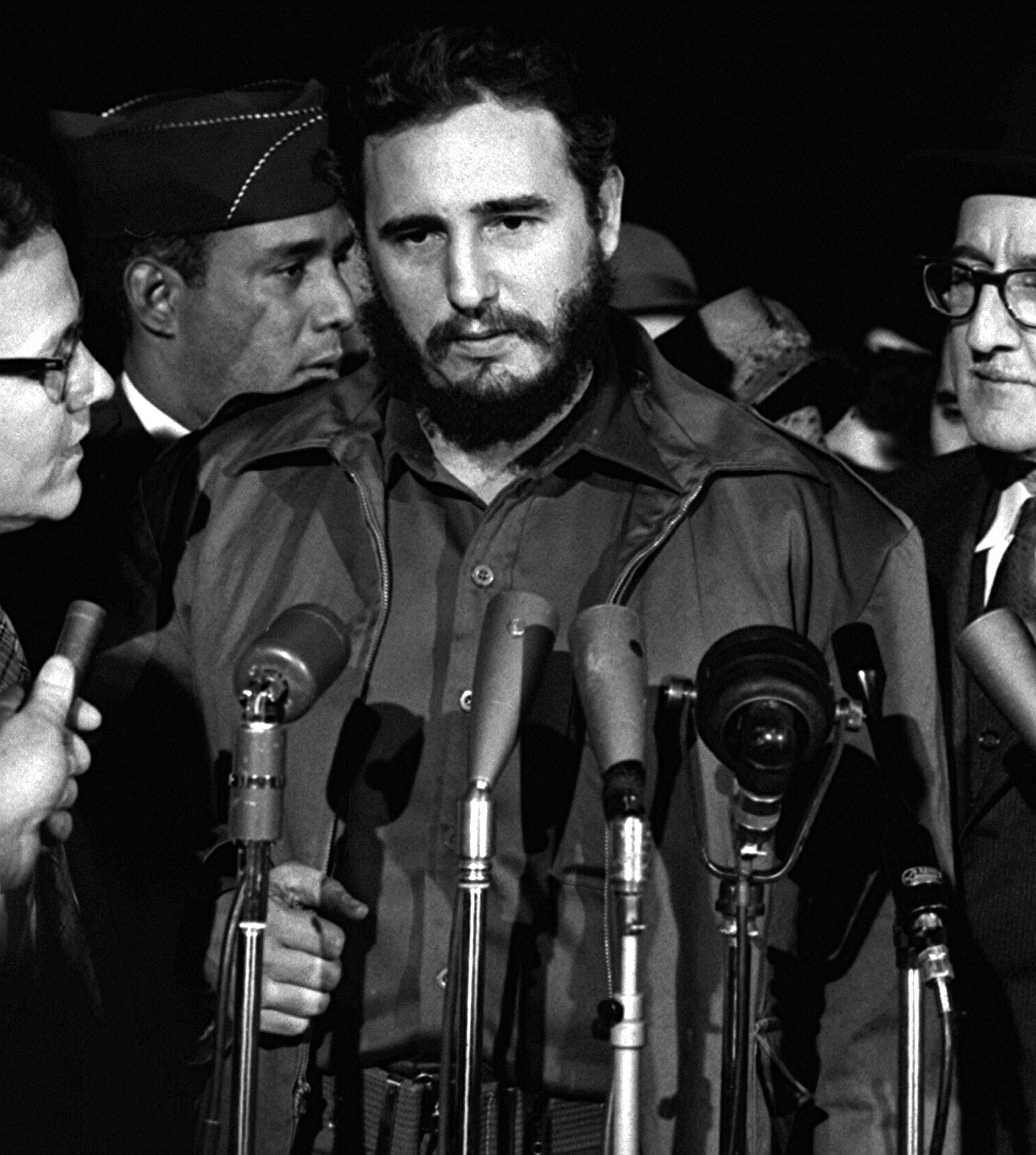
Fidel Castro

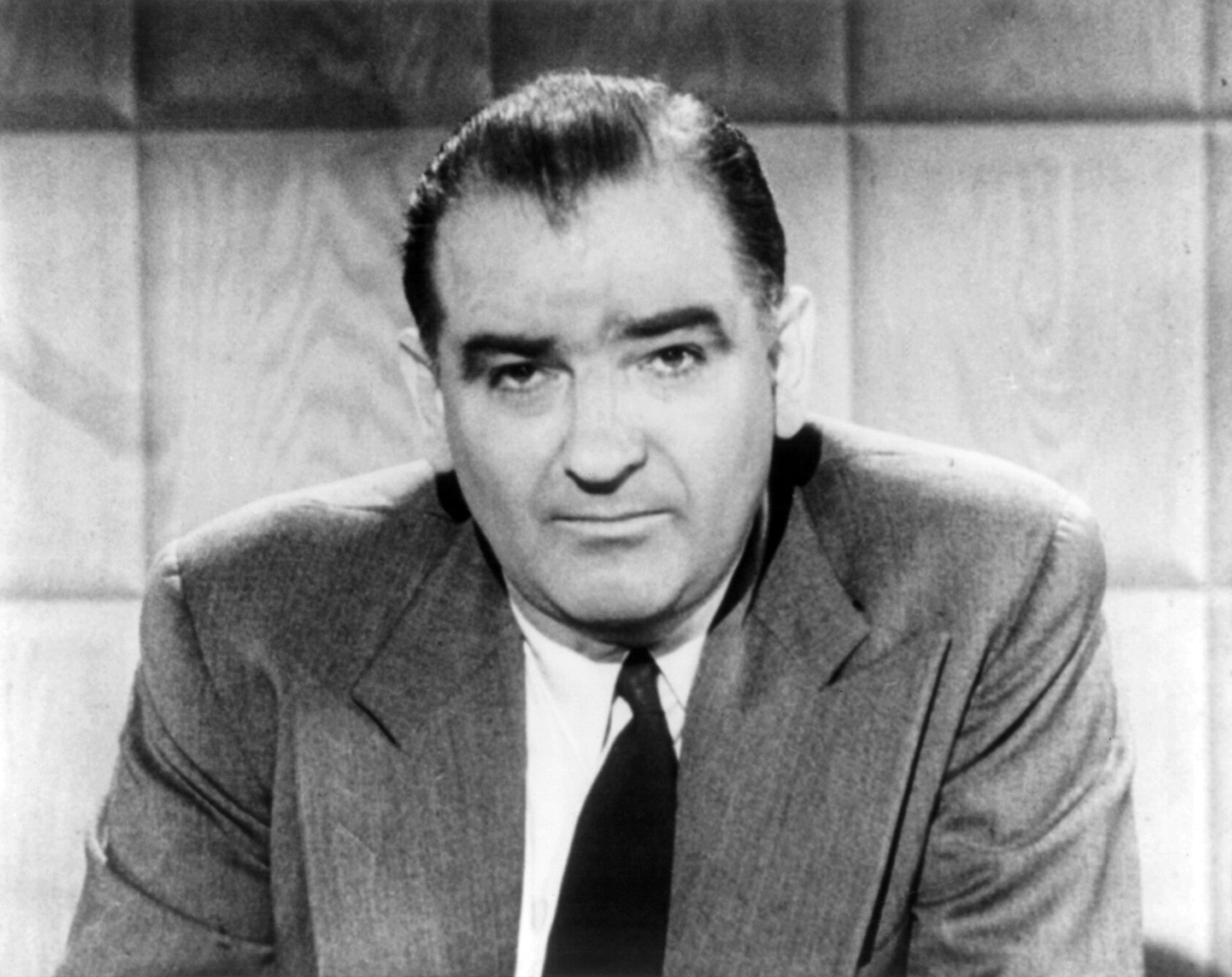
Joseph McCarthy

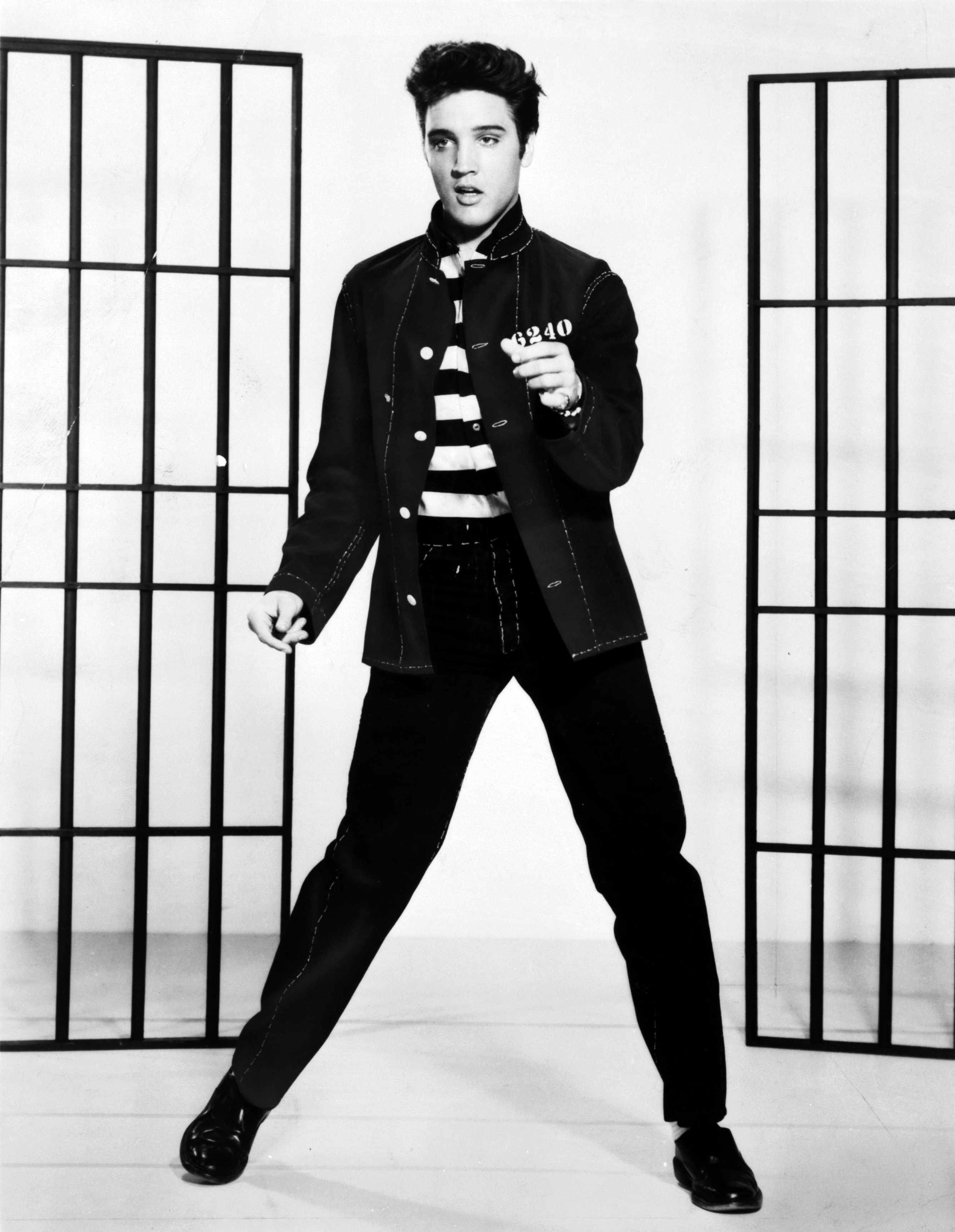
Elvis Presley

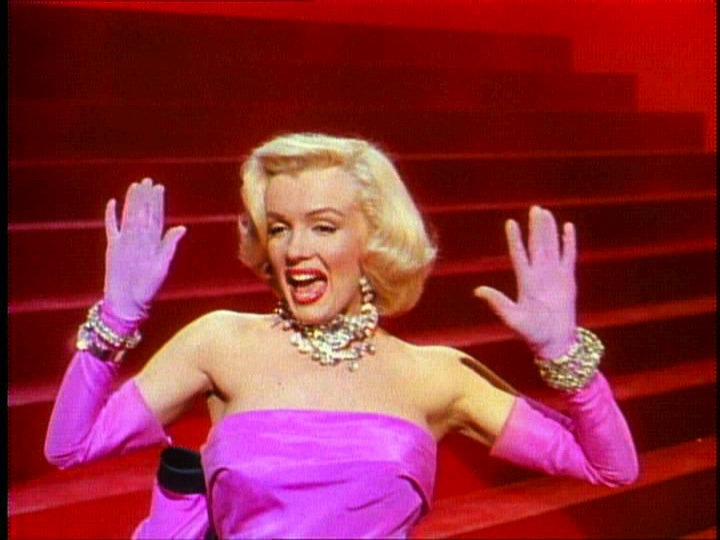
Marilyn Monroe

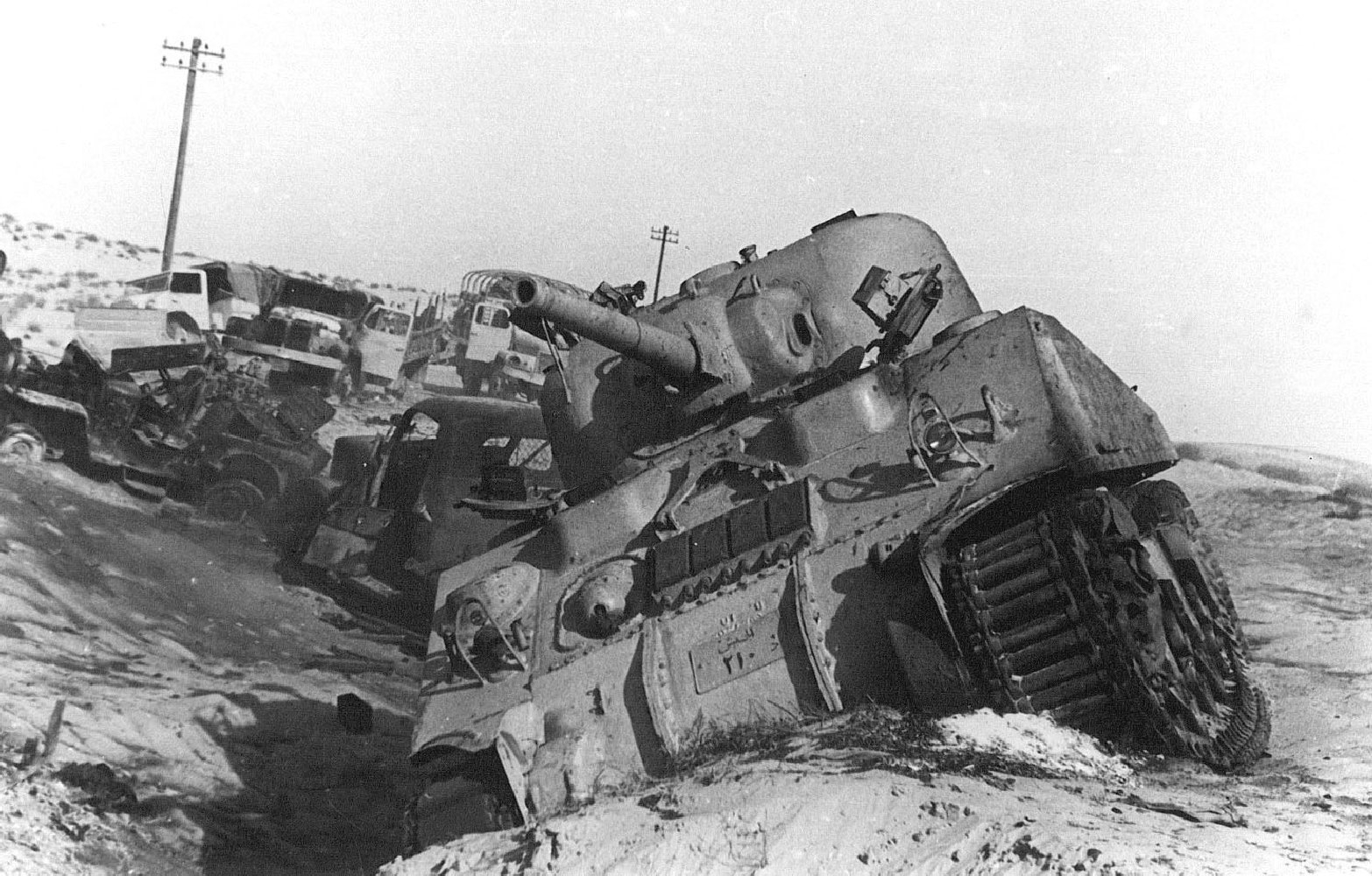
Kryzys sueski

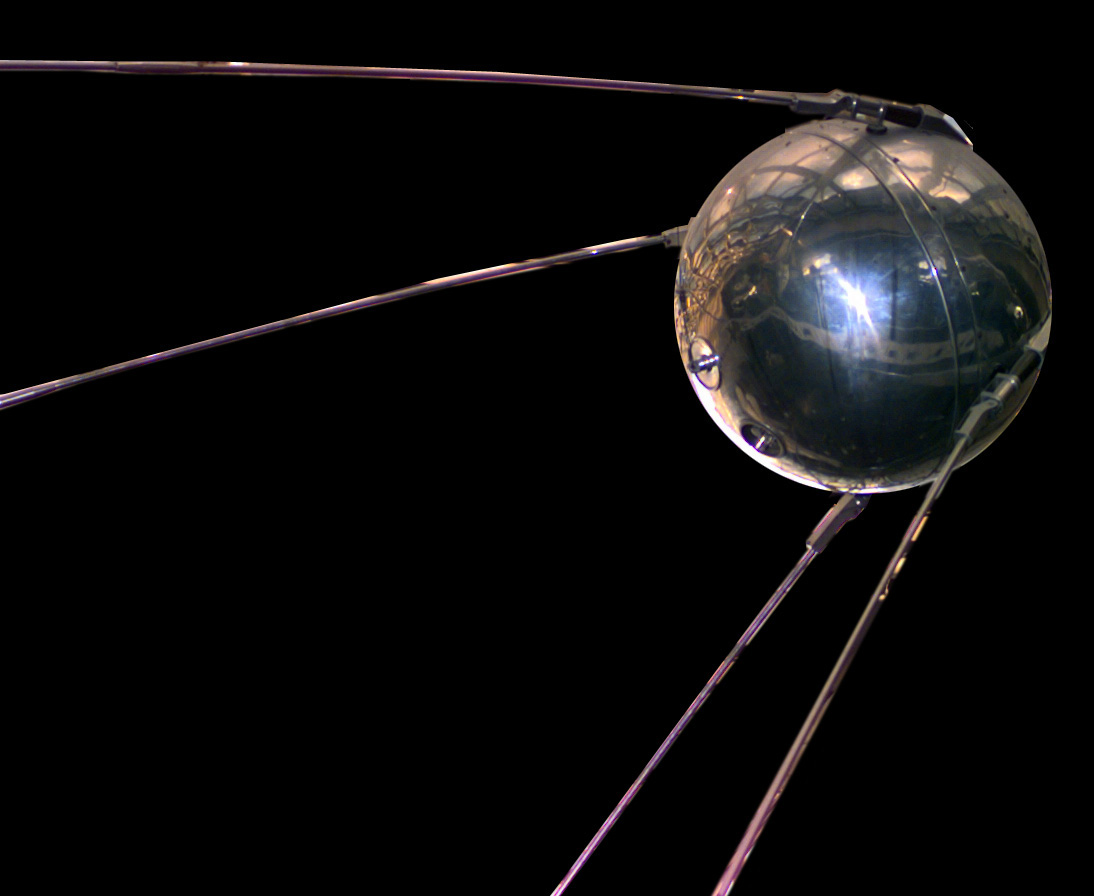
Pierwszy sztuczny satelita Ziemi

- Aneksja Tybetu przez Chińską Republikę Ludową
- Śmierć Józefa Stalina i kres kultu jednostki w ZSRR
- I wojna indochińska
- Śmierć Bolesława Bieruta i powrót do władzy Władysława Gomułki (Polski październik 1956)
- Poznański Czerwiec 1956
- Powstanie węgierskie 1956
- Powstanie Układu Warszawskiego
- Maccartyzm w USA
- Kryzys wokół Kanału Sueskiego
- Powstaje Europejska Wspólnota Węgla i Stali, zalążek Unii Europejskiej
- Fidel Castro obala dyktaturę Batisty na Kubie
- Początek ery rock and rolla i kariery Elvisa Presleya
- Brazylia, z Pelém w składzie, zdobywa pierwszy tytuł mistrza świata w piłce nożnej
- James D. Watson i Francis Crick odkrywają strukturę DNA
- Wystrzelenie pierwszego sztucznego satelity Ziemi (Sputnik 1)
- Początki sztucznej inteligencji
- Edmund Hillary oraz Tenzing Norgay jako pierwsi w historii zdobyli najwyższy szczyt Ziemi Mount Everest
- W Chińskiej Republice Ludowej wprowadzono ogólnonarodowy język oraz uproszczone pismo chińskie
- W Tokio wybudowano Wieżę Tokijską w 1958 r. w dzielnicy Minato w Parku Shiba.

## Osoby

### Nauka
- James D. Watson
- Francis Crick
- Albert Schweitzer
- Linus Pauling
- Edward Teller
- Robert Oppenheimer
- Richard Feynman
- Murray Gell-Mann

### Osoby duchowe
- Stefan Wyszyński
- Karol Wojtyła
- Matka Teresa z Kalkuty
- XIV Dalajlama

### Polityka
- Harry Truman
- Elżbieta II
- Dwight D. Eisenhower
- Winston Churchill
- Konrad Adenauer
- Ludwig Erhard
- Józef Stalin
- Nikita Chruszczow
- Charles de Gaulle
- Jawaharlal Nehru
- Mao Zedong
- Czang Kaj-szek
- Gamal Abdel Naser
- Dawid Ben Gurion
- René Coty
- Hirohito
- Douglas MacArthur
- Joseph McCarthy
- Juan Perón
- Fidel Castro
- Francisco Franco
- Kim Ir Sen
- Władysław Gomułka
- Bolesław Bierut
- Józef Cyrankiewicz
- Imre Nagy
- Eva Perón

### Film i muzyka
- Akira Kurosawa
- Federico Fellini
- Ingmar Bergman
- Humphrey Bogart
- Marlon Brando
- Ray Charles Robinson
- James Dean
- Charlie Chaplin
- Ritchie Valens
- Alfred Hitchcock
- Marilyn Monroe
- Alec Guinness
- Elvis Presley
- Johnny Cash
- The Chordettes
- Abbott i Costello
- Paul Anka
- Miles Davis
- Jack Benny
- Gene Kelly
- Bing Crosby
- Chuck Berry
- Ava Gardner
- Judy Garland
- Cary Grant
- Tony Hancock
- Charlton Heston
- Vivien Leigh
- Peter Cushing
- Christopher Lee
- Rock Hudson
- Howard Hawks
- Orson Welles
- Audrey Hepburn
- Gregory Peck
- Buddy Holly
- Jerry Lewis
- Dean Martin
- Gloria Swanson
- Gary Cooper
- Billy Wilder
- Groucho Marx
- Paul Newman
- Laurence Olivier
- Little Richard
- James Stewart
- Grace Kelly
- Jerry Lee Lewis
- Jacques Tati
- Elizabeth Taylor
- John Wayne
- Jack Webb
- Jean-Luc Godard
- François Truffaut
- Claude Chabrol
- Éric Rohmer
- Kim Novak
- Henry Fonda
- Roger Vadim
- Brigitte Bardot
- Bo Diddley
- The Goons
- Ernie Kovacs
- Andrzej Wajda
- Jerzy Kawalerowicz
- Andrzej Munk
- Aleksander Ford
- Wojciech Jerzy Has
- Wanda Jakubowska
- Lidia Korsakówna
- Tadeusz Schmidt
- Jerzy Duszyński
- Danuta Szaflarska
- Adolf Dymsza
- Ludwik Sempoliński
- Irena Santor w Zespole Pieśni i Tańca „Mazowsze” do 1959 roku.
- Maria Koterbska
- Jerzy Michotek
- Sława Przybylska
- Zbigniew Kurtycz
- Hanna Bielicka

### Literatura
- William Golding
- J.D. Salinger
- Halldór Laxness
- William S. Burroughs
- Allen Ginsberg
- Jack Kerouac
- Ernest Hemingway
- Albert Camus
- J.R.R. Tolkien
- Boris Pasternak
- Jerzy Andrzejewski
- Marek Hłasko
- Witold Gombrowicz
- Leopold Tyrmand
- Julian Tuwim
- Miron Białoszewski

### Sztuka
- Jackson Pollock
- Pablo Picasso
- Salvador Dali

### Sport
- Rocky Marciano
- Stanley Matthews
- Ferenc Puskás
- Alfredo Di Stéfano
- Roger Bannister
- Juan Manuel Fangio
- Gordie Howe
- Sugar Ray Robinson
- Bill Russell
- Pelé
- Garrincha
- Lew Jaszyn
- Gerard Cieślik
- Zdzisław Krzyszkowiak
- Janusz Sidło
- Jerzy Pawłowski
- Zygmunt Chychła
- Helena Rakoczy
- Leszek Drogosz
- Elżbieta Krzesińska
- Edmund Piątkowski
- Teodor Kocerka
- Aleksy Antkiewicz
- Stanisław Królak
- Jerzy Chromik
- Wojciech Zabłocki